# Mark Twain
« Twain » redirige ici. Pour les autres significations, voir Twain (homonymie), Langhorne et Clemens.
Œuvres principales
- Les Aventures de Tom Sawyer
- Les Aventures de Huckleberry Finn

Mark Twain [mɑɹk tweɪn], nom de plume de Samuel Langhorne Clemens, né le 30 novembre 1835 à Florida dans le Missouri (États-Unis) et mort le 21 avril 1910 à Redding dans le Connecticut (États-Unis), est un écrivain, essayiste et humoriste américain.
Après avoir fait une carrière de militaire, été imprimeur et journaliste chez les mineurs du Nevada, il se fait connaître par son roman Les Aventures de Tom Sawyer (1876) et sa suite, Les Aventures de Huckleberry Finn (1884).

## Biographie

### Un enfant de la Frontière

#### Origines familiales
Mark Twain est issu d’une famille installée de longue date sur le continent américain, dont la trajectoire a épousé le front pionnier dessiné par les colons. L’environnement de l’enfance de Twain est donc le monde de la « Frontière » américaine. Toutefois, la famille Clemens, tout comme Twain lui-même une fois parvenu à l’âge adulte, ne compte pas aux rangs des aventuriers et des défricheurs partis à l’avant-garde du mouvement de colonisation vers l’Ouest. Elle s’est glissée dans le sillage de ce vaste mouvement de population et s’est installée sur des terres déjà travaillées par les colons où la vie sociale est déjà relativement stabilisée.
Sa mère, Jane Lampton, est née dans le Kentucky au sein d’une famille qui fait vraisemblablement partie des premières générations de pionniers à franchir la chaîne des Appalaches ; la légende familiale lui prête une lointaine ascendance avec les Lampton, ducs de Durham.
La branche paternelle de la famille est originaire du Sud du pays. Son grand-père, fermier en Virginie, migre vers le Kentucky au début du XIXe siècle pour y devenir percepteur (commissioner of revenue). Le père de Twain, John Marshall Clemens, fait des études de droit dans l'Est puis revient dans le comté d'Adair au Kentucky où il épouse Jane Lampton en 1823. Il exerce la fonction d’avocat et court sa vie durant après la fortune. Sa quête le mène successivement dans le Tennessee, à Gainesboro puis à Jamestown dans le comté de Fentress, où il investit ses économies dans 75 000 acres de terres. Le faible nombre d’affaires de justice à traiter le pousse à la reconversion : il se fait marchand, en ouvrant un bazar, typique de la frontière. Il tente sa chance dans plusieurs localités du Tennessee puis rejoint John Adams Quarles, le beau-frère de sa femme, dans le Missouri sur les conseils de ce dernier. Le village de Florida (comté de Monroe) dans lequel la famille s’installe est le théâtre de la naissance de Samuel Langhorn Clemens, le cinquième enfant de la famille.

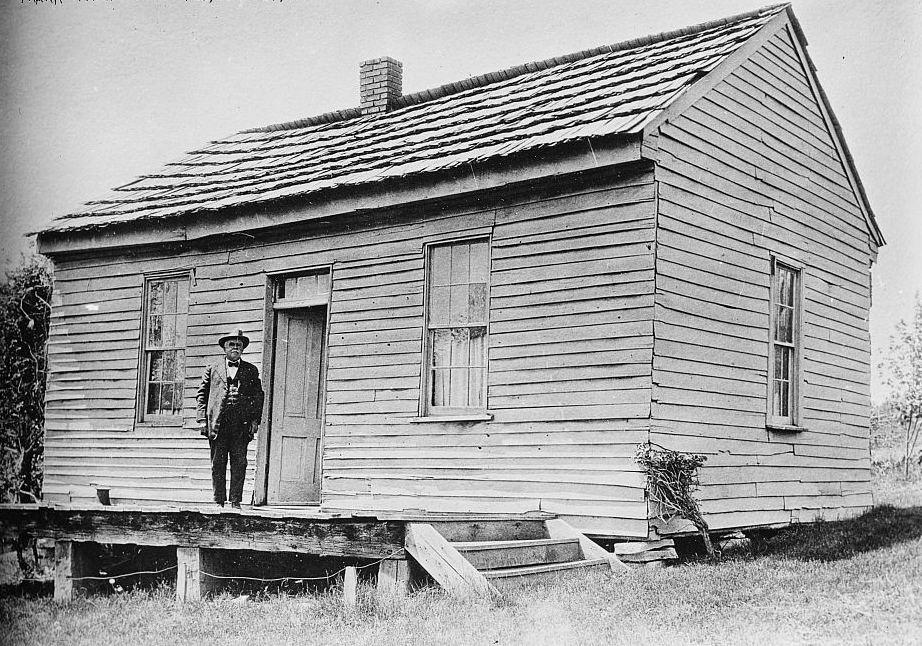
Sa maison natale à Florida dans le Missouri.

Mark Twain a prétendu ultérieurement avoir eu un frère jumeau (d'où viendrait son pseudonyme), et il a répété à plusieurs reprises une histoire inventée de toutes pièces où son frère se serait noyé dans une baignoire : « Vous comprenez, nous étions jumeaux — le défunt — et moi — et on nous a mélangés dans la baignoire quand nous n’avions que deux semaines, et l’un de nous s’est noyé. Mais nous ne savions pas lequel. Certains pensent que c’était Bill. D’autres pensent que c’était moi,. »

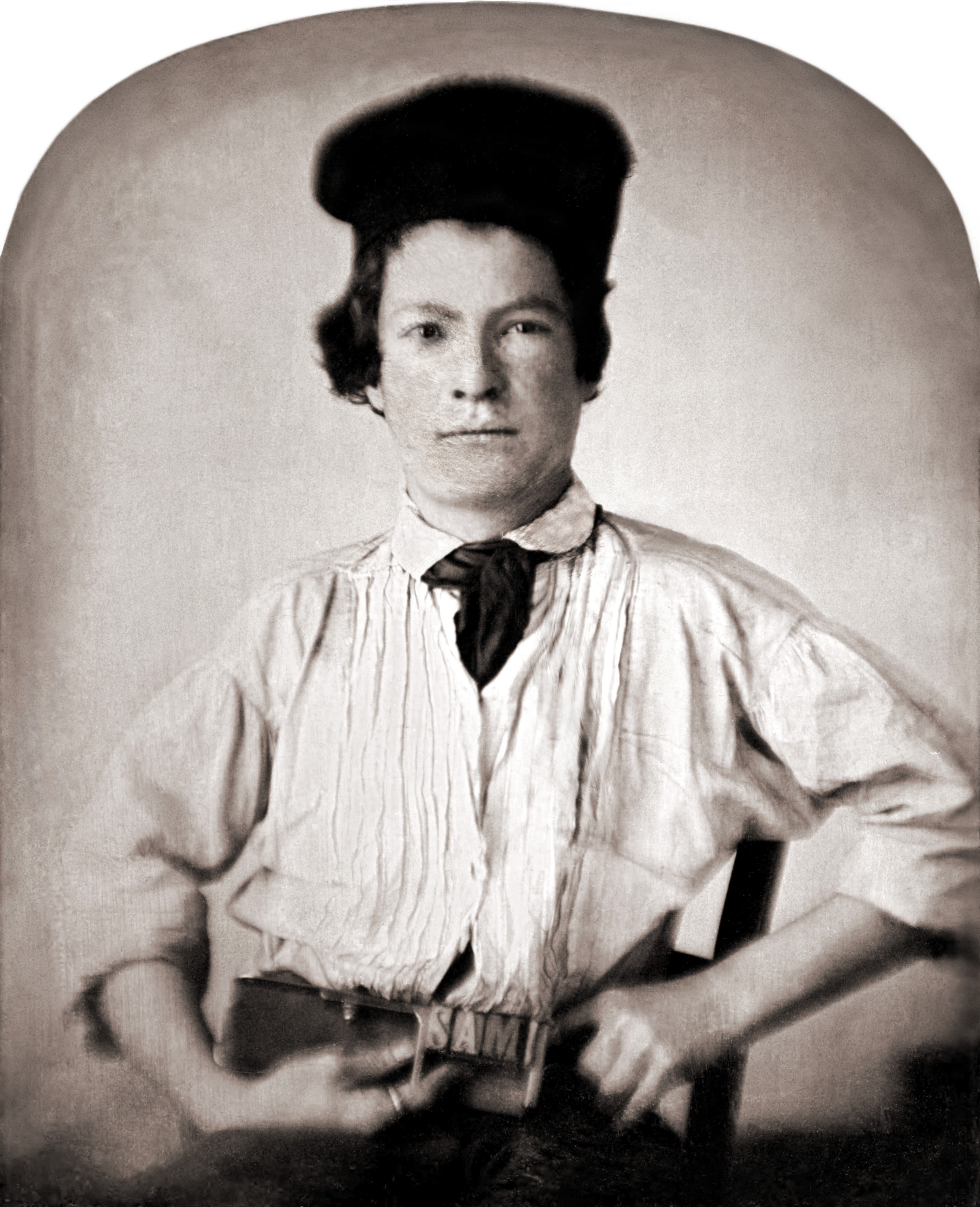
Samuel Clemens âgé de 15 ans.

En mars 1847, son père meurt d’une pneumonie. Sa disparition bouleverse la vie de la famille Clemens. Au mois de mai de l’année suivante, le futur Mark Twain, âgé de douze ans, quitte l’école et devient apprenti typographe dans l’imprimerie locale. À défaut d’être agréable, le métier qu’il expérimente est à cette époque susceptible d’offrir des revenus réguliers. Chaque village de quelque importance possède en effet au moins un journal. À partir de 1850, le jeune homme travaille pour le Western Union, un hebdomadaire dont son frère aîné, Orion, est le fondateur. Il y rédige ses premiers papiers et s’imprègne des techniques et des thèmes journalistiques de son temps, à une période où l’abondance de la production et un système d’échange gratuit facilitent la circulation de l’information au sein de la profession.

### La découverte de l’Est

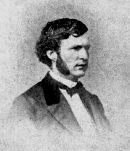
Twain sans moustache, 1863.

À dix-huit ans, Twain quitte le Missouri, non pour rejoindre le Grand Ouest mais pour arpenter le Nord-Est des États-Unis en s’embauchant comme typographe à New York, Philadelphie, Washington puis Saint-Louis. Il rejoint le syndicat des typographes et fréquente le soir les bibliothèques publiques, découvrant un monde que l’école d’Hannibal ne lui avait pas laissé entrevoir. Ses impressions de voyage paraissent sous forme d’articles dans un journal de Muscatine, la nouvelle entreprise de son frère Orion.

En juin 1855, il s’installe comme imprimeur à Keokuk en Iowa où son frère le rejoint peu après. Leur collaboration dure jusqu’à l’hiver 1856-57. Samuel prend alors la direction de Cincinnati. Le récit de son séjour paraît cette fois dans un journal de Keokuk sous le pseudonyme de « Thomas Jefferson Snodgrass ».

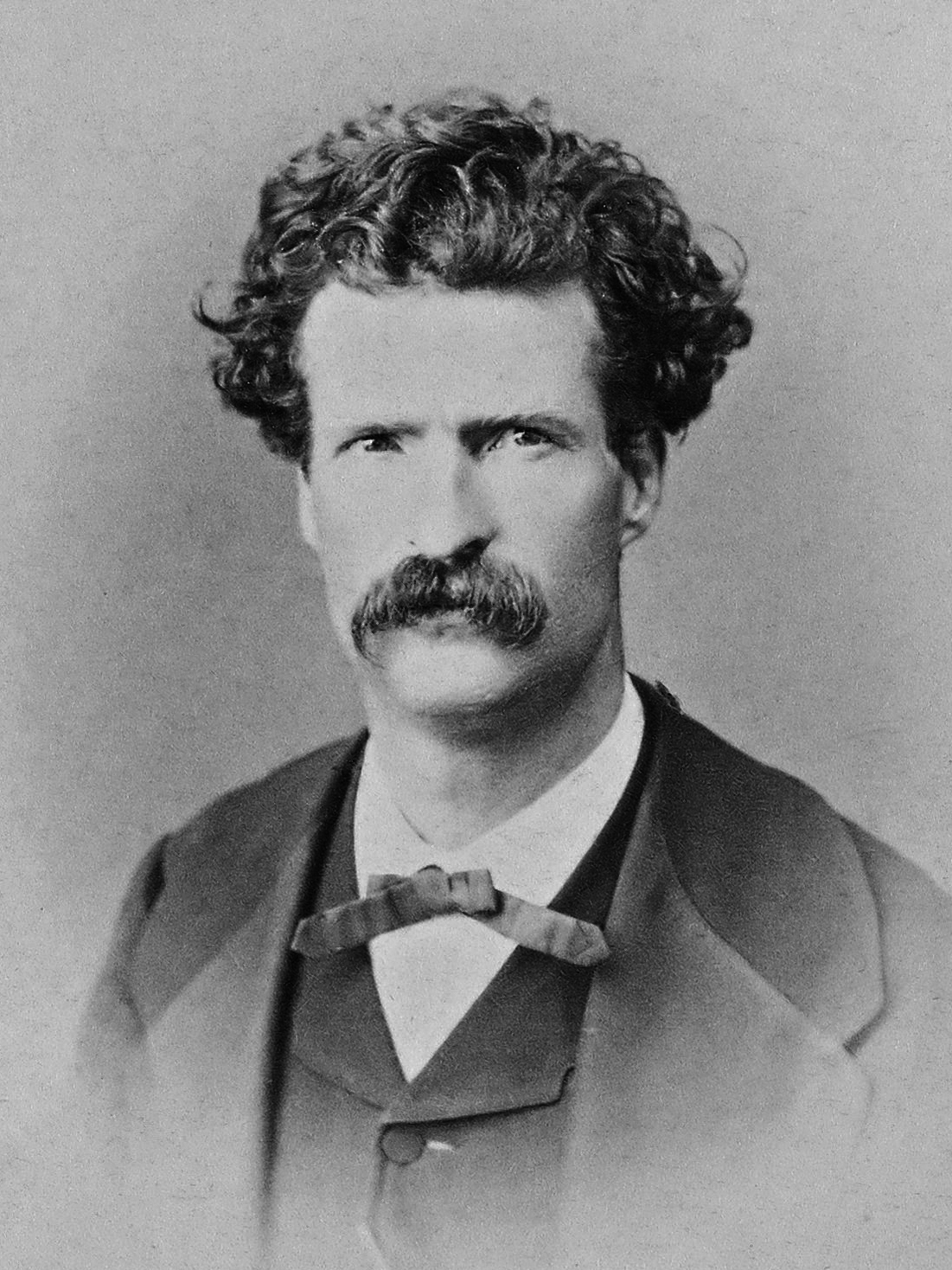
Mark Twain en 1867.

### Sur le Mississippi
Se tournant vers le Sud, il s’embarque ensuite sur le Mississippi en direction de La Nouvelle-Orléans, avec l’intention probable de gagner l’Amazonie. Au cours du voyage, la rencontre avec le pilote de bateau à vapeur Horace E. Bixby le persuade cependant d’épouser la carrière de son nouveau mentor. C'est de cette époque que vient son pseudonyme : alors qu'il tire la corde de sondage pour vérifier la profondeur du fleuve, son capitaine lui criait : « Mark Twain !, Mark Twain ! », c'est-à-dire : « Marque deux (brasses) ! ». Cela signifie « profondeur suffisante », dans le jargon anglais dit du safe water. Il travaille sur le Mississippi jusqu’au déclenchement de la guerre de Sécession en 1861 qui interrompt le trafic sur le fleuve. Il s’engage alors au sein d’une milice de volontaires sudistes, les « Marion Rangers ». Le manque de fermeté de ses convictions sudistes et la perspective de se voir incorporer dans les rangs de l’armée confédérée le poussent à quitter son premier engagement et à se tourner vers les territoires de l'Ouest ; profitant de la nomination de son frère Orion comme secrétaire d’État du Nevada, il prend la route le 28 juillet 1861. Le Nevada ayant rallié l'Union, Mark Twain passe donc de la sécession sudiste à l'unionisme du nord.

### Dans l'Ouest

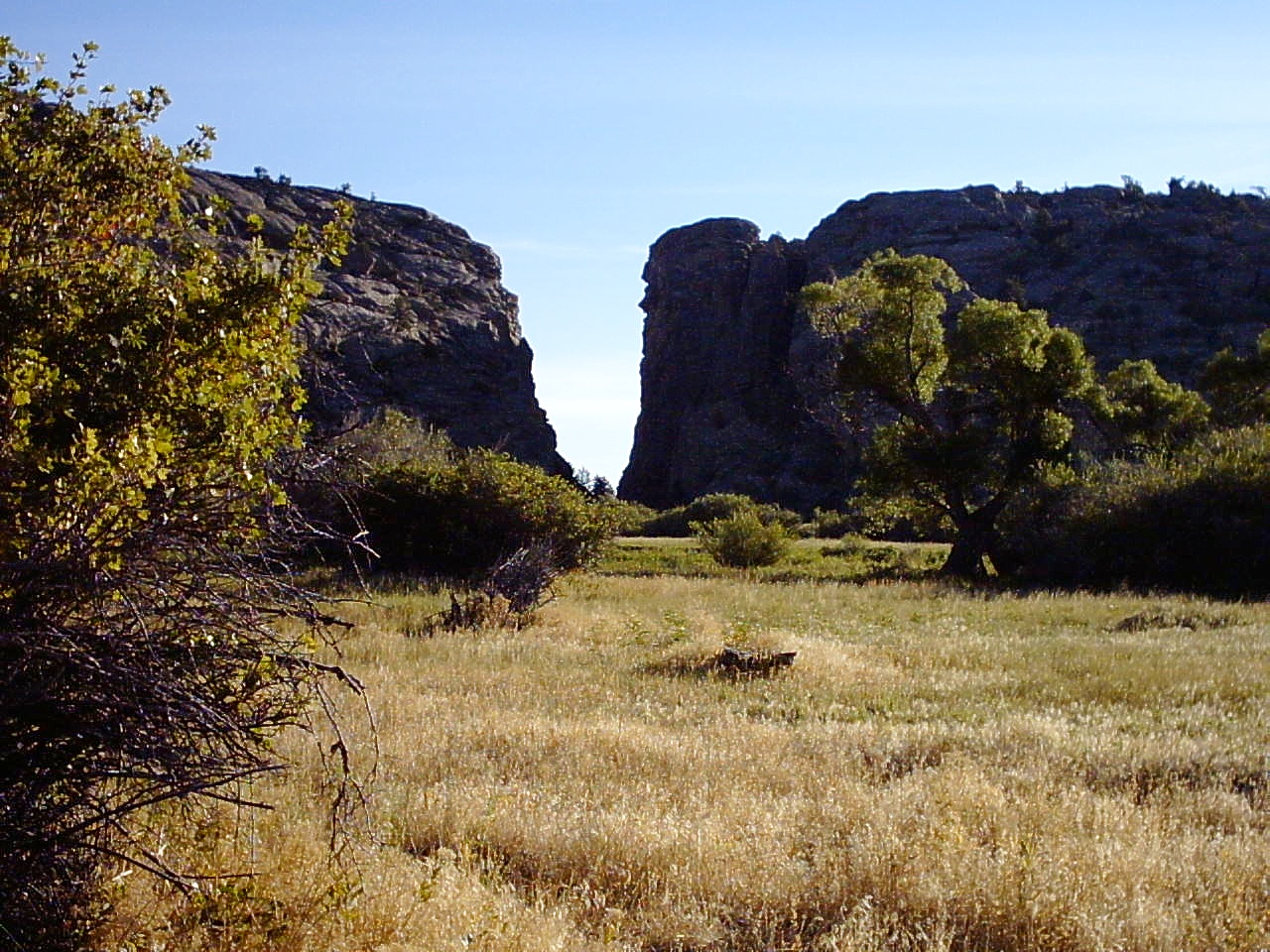
Devil's Gate (Wyoming), point de passage des pionniers sur la piste de la Californie.

Samuel et Orion Clemens effectuent en quatorze jours le voyage à bord d’une diligence Wells Fargo, s’engageant sur la piste de la Californie qui chemine par Independence Rock et Devil's Gate (en) jusqu’à South Pass ; ils empruntent ensuite la route des Mormons, bifurquant à Fort Bridger vers l’Echo Canyon pour rejoindre Salt Lake City et finalement s’arrêter à Carson City dans le Nevada, juste avant la Californie.
La ville se stabilise tout juste après la période de grande effervescence consécutive à la découverte en 1859 de gisements d’argent dans les monts Washoe. À la recherche du filon caché, une foule de déçus de la ruée vers l'or en Californie de 1849 et de nouveaux aventuriers attirés par la promesse d’une fortune facile ont convergé vers la ville. Le profil de ces prospecteurs diffère sensiblement des pionniers traditionnels qui s’installent pour mettre en valeur le pays par le travail de la terre. La population de Carson City est alors essentiellement masculine ; l’avidité, la concurrence et la recherche des plaisirs faciles y maintiennent un climat de tension permanente.
Samuel Clemens est lui-même gagné par la « fièvre de l’argent » ; persuadé de faire fortune rapidement, il se lance tous azimuts dans la prospection. Ses espoirs sont déçus ; en butte à des difficultés financières, il finit par accepter en août 1862 l’offre d’emploi permanent que lui propose le Territorial Enterprise, un journal de la ville de Virginia City, pour lequel il écrivait jusque-là occasionnellement des chroniques comiques. C'est l'époque des folles spéculations du Nevada sur les riches mines d'argent du Comstock Lode, cotées à la bourse de San Francisco, racontées avec réalisme dans À la dure, publié en 1872.

### Croisière à l'étranger

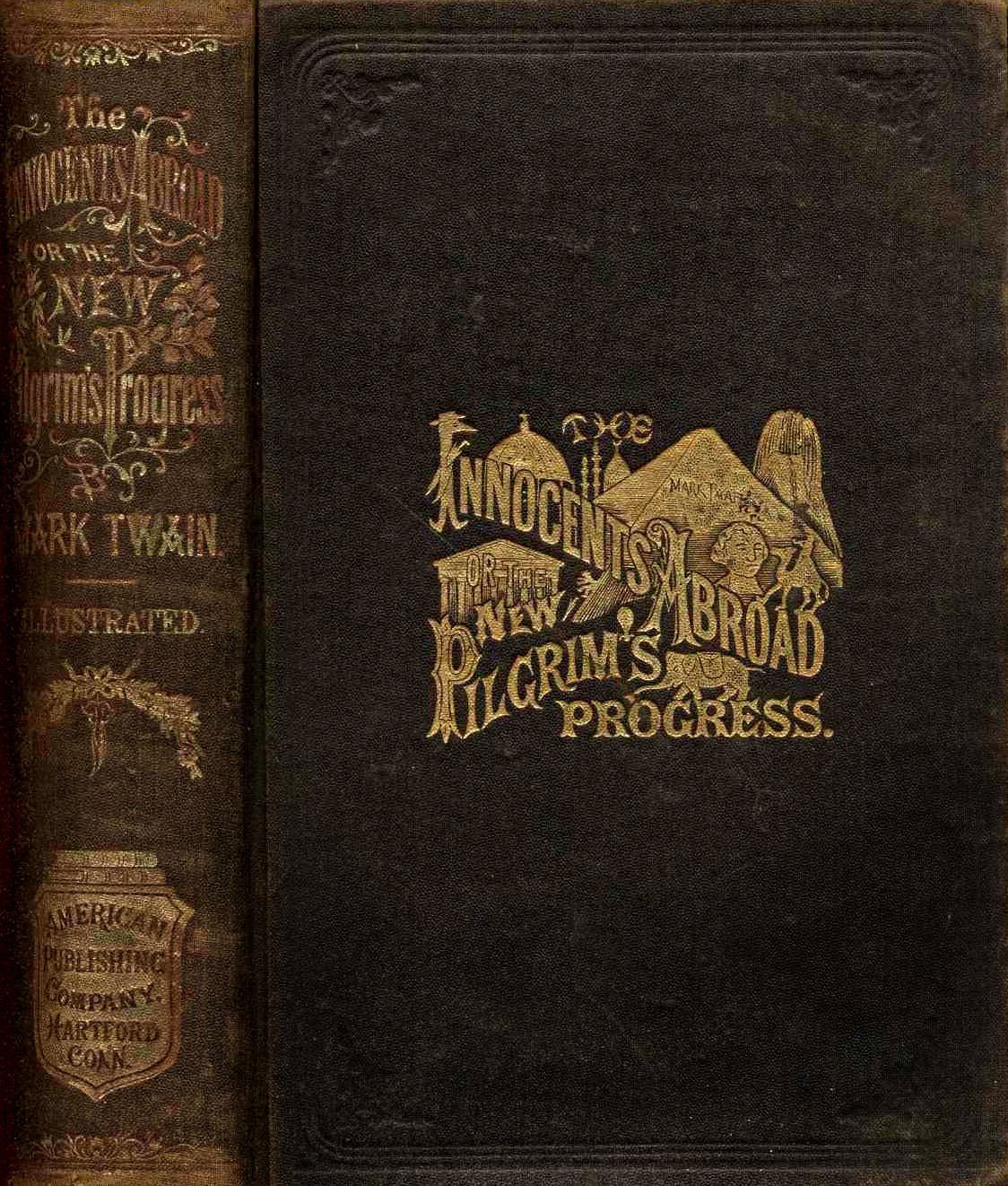
Couverture de Innocents Abroad or the new pilgrims progress (Le Voyage des Innocents), édition de 1884.

En juin 1867, Samuel Clemens, mandaté et financé par l'éditeur du journal « Alta California » de San Francisco pour un montant de 1 250 dollars, embarque à New York sur le Quaker City, un bateau à vapeur qui prend le large dans l'océan Atlantique afin de réaliser une croisière le menant en mer Méditerranée, avec des arrêts en France, en Angleterre, en Italie, dans les îles grecques, en Turquie et en Terre sainte dans l'Empire ottoman,.
Les 52 lettres de voyage de Mark Twain, écrites dans son style humoristique et sarcastiques — car pour Twain, « rien n'est plus saint qu'une blague » —, sont publiées agrémentées de dessins dans le journal et reçoivent un tel accueil des lecteurs, qu'il est décidé d'en faire un livre intitulé The innocents abroad or the new pilgrims progress (Le Voyage des Innocents) qui sort en 1868, imprimé en 70 000 exemplaires et souvent réédité depuis,.

### Carrière littéraire

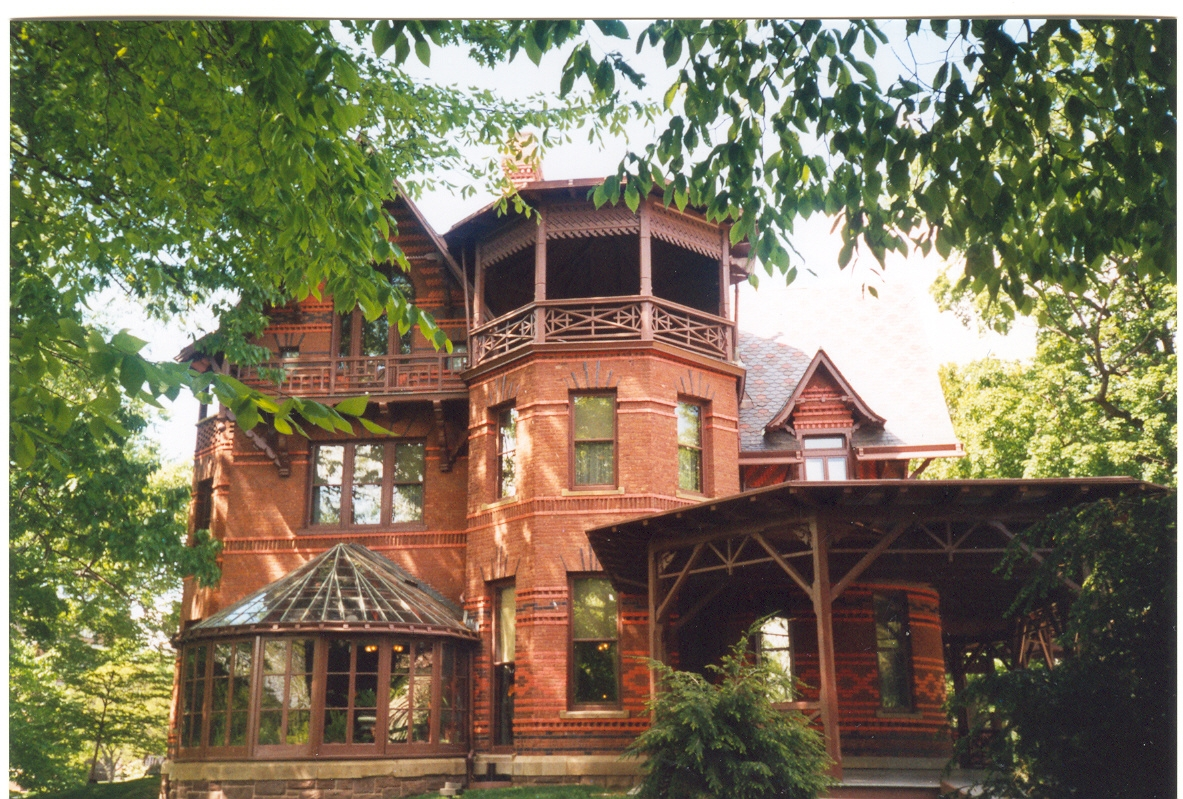
Maison de Mark Twain à Hartford, Connecticut.

À partir de 1864, il exerce l’activité de reporter à San Francisco et se déplace en Europe en tant que correspondant de presse. Après son mariage avec Olivia Langdon en 1870, il s’installe à Hartford, Connecticut. Il eut quatre enfants dont trois filles : Susan, Clara et Jeanne et un fils mort prématurément. Dans ses premiers romans, Mark Twain évoque ses voyages en Europe et en Polynésie (Le Voyage des innocents, 1869) en se moquant des préjugés et de la conduite de ses compatriotes, ainsi que sa période de chercheur d’or et de journaliste sur le Comstock Lode, dans À la dure (Mark Twain) (1872). Envoyé par son journal en Polynésie en 1866, Mark Twain y passe quatre mois, sympathise avec les marins et baleiniers, loue un cheval, et constate le déclin dramatique de la population d'origine, les Kanaka Maoli. Il en rapporte des reportages et une série de lettres publiées par le Sacramento Union, puis rassemblées dans un livre en 1947, Letters from Hawaï. Lors de son passage à Hawaï, il rencontre notamment William Phileppus Ragsdale dont il s'inspire plus tard pour intégrer des éléments de l'histoire dans Un Yankee à la cour du roi Arthur.

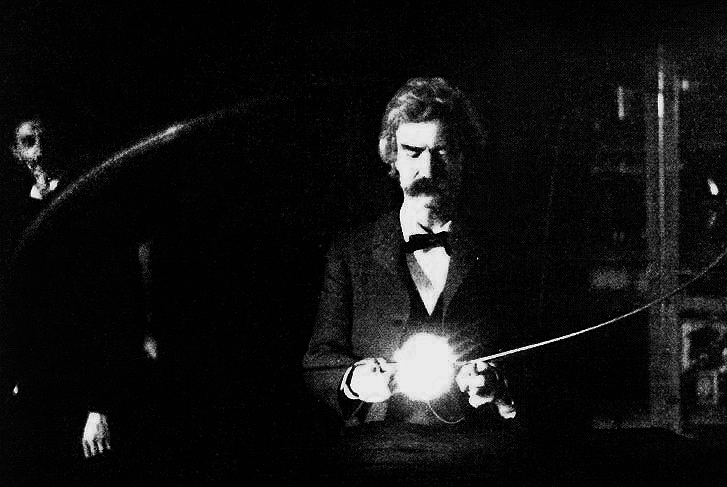
Mark Twain au laboratoire de Nikola Tesla, au début de l'année 1894.

C’est grâce à ses deux romans Les Aventures de Tom Sawyer (1876) et Les Aventures de Huckleberry Finn (1885) qu’il acquiert la célébrité comme écrivain humoriste. Mark Twain écrit cependant, dans la seconde partie de son œuvre des textes plus graves dénonçant avec pessimisme les excès de la civilisation et l’immoralité érigée en morale.

### Fin de vie
Les dernières années de sa vie sont marquées par une reconnaissance mondiale : il est une des plus grandes figures littéraires de son époque et fait entre 1895 et 1896 une tournée de conférences à travers le monde saluée par les critiques et couronnée de succès. Cependant, la fin de sa vie est assombrie par des ennuis financiers, ainsi que par la mort d'une de ses filles à 24 ans causée par une méningite, puis la mort de sa femme. Il perd une seconde fille, âgée de 29 ans, noyée dans sa baignoire à la suite d'une crise d'épilepsie.
A l'automne 1897 le New York Journal publie une nécrologie de l'écrivain. « L'annonce de ma mort est très exagérée » répond Mark Twain.
Il meurt d'une crise cardiaque le 21 avril 1910 à Redding dans le Connecticut, le lendemain du passage de la comète de Halley à son périhélie. Il avait déclaré un an plus tôt : « Je vins au monde avec la comète de Halley en 1835. Elle reviendra l’année prochaine, et je m’attends à partir avec elle. Le Tout-Puissant a dit : “Voyez donc ces deux monstres inexplicables ; ils sont venus ensemble, ils doivent repartir ensemble” ».

## Style

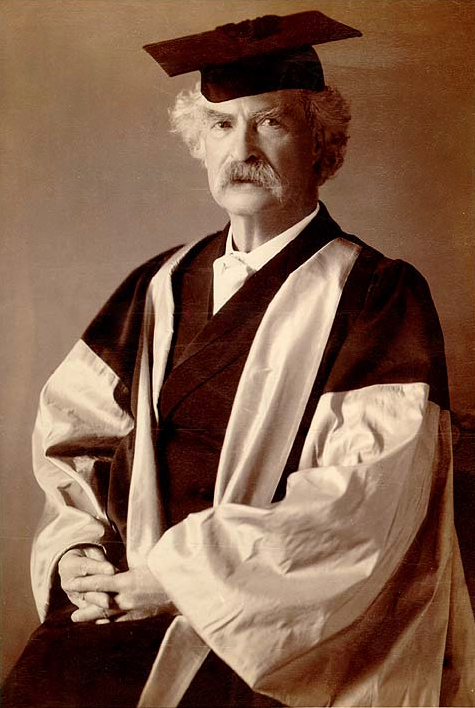
Mark Twain dans sa robe rouge écarlate avec des manches grises, élevé au grade de docteur ès lettres par l'université d'Oxford.

Décrivant avec réalisme et sévérité la société américaine, Mark Twain est l’un des premiers auteurs à utiliser la langue parlée authentique des États du Sud et de l’Ouest. Souvent comparé à Stevenson et Dickens, il excelle particulièrement dans une peinture régionaliste de l’Amérique, c’est-à-dire réalisée par un « natif », parfaitement imprégné du vécu de l’endroit qu’il décrit.
Une partie importante de son œuvre déroge cependant à ce principe lorsqu’il se fait « observateur des peuples » en plaçant ses récits dans les pays qu’il a visités.
Relativement éloigné de son style et de son humour habituels, Le roman de Jeanne d'Arc (titre original : Personal Recollections of Joan of Arc (en)) est écrit en 1896 sous le pseudonyme « Louis de Conte »
- Un vagabond à l'étranger (en) (1880) (A Tramp Abroad)
- Le Soliloque du roi Léopold (en) (1905) (King Leopold's Soliloquy)
- De la religion : Dieu est-il immoral ? (en) (1906) (Christian Science)
- Lettres de la Terre (écrit en 1909, publié en 1962 aux U.S Letters from the Earth (en), en 2005 en France aux éditions L'Œil d'or)

## Éditions posthumes

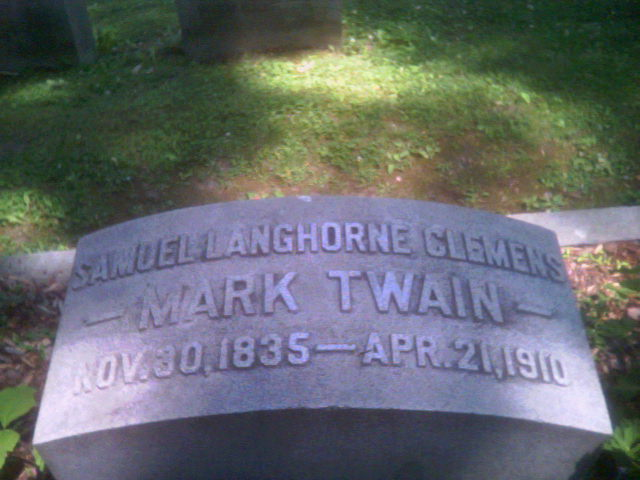
La pierre tombale de Mark Twain au cimetière de Woodlawn à Elmira, dans l'État de New York.

Twain a laissé un très grand nombre de manuscrits, parmi lesquels des œuvres importantes comme son Autobiographie et le roman L'Étranger mystérieux. La responsabilité de l'édition est revenue à son biographe officiel, Albert Bigelow Paine (en), sous la surveillance de Clara, la seule fille survivante de l'auteur. Cette période de la réception des œuvres de Mark Twain se caractérise par la construction d'une image hagiographique dont témoigne la biographie de Bigelow, qui, malgré sa longueur (plus de 1 700 pages en trois volumes), censure tout élément susceptible de ternir l'image de Twain. Les textes de Twain sont également purgés, comme son Autobiographie, dont seule une partie est publiée, et ses lettres, que Bigelow « résume » à l'occasion. L'Étranger mystérieux est également publié par ce dernier, préalablement remanié.
Certaines œuvres, comme les Lettres de la Terre, ne sont pas publiées, sur ordre de Clara. Bigelow, pendant plusieurs décennies, restera la seule personne à avoir accès aux manuscrits et cette situation bloquera longtemps toute possibilité de développer des études twainiennes fiables.

## Twain et les religions
- Si vous ne connaissez pas le sujet, laissez ce bandeau (vous pouvez alors contacter les auteurs).
- Si vous supprimez le contenu mis en cause (vous pouvez préalablement contacter les auteurs),

argumentez précisément cette suppression dans la page de discussion
(un manque de référence n'est pas un argument ; une recherche réelle de référence doit avoir été effectuée, être formellement documentée).

### Christianisme
Mark Twain est un pamphlétaire virulent et irrévérencieux, notamment lorsqu’il s’en prend à Dieu, à la religion et aux fondements du christianisme. Dans De la religion : Dieu est-il immoral ?, il souligne des points qui lui semblent incohérents dans la Bible et dénonce les crimes commis au nom de Dieu et du Christ.
Il a écrit aussi un livre critique sur la Science chrétienne intitulé Christian Science et publié en 1907 ; le deuxième tome sur sa fondatrice Mary Baker Eddy n'est jamais paru.

### Judaïsme
(février 2021).

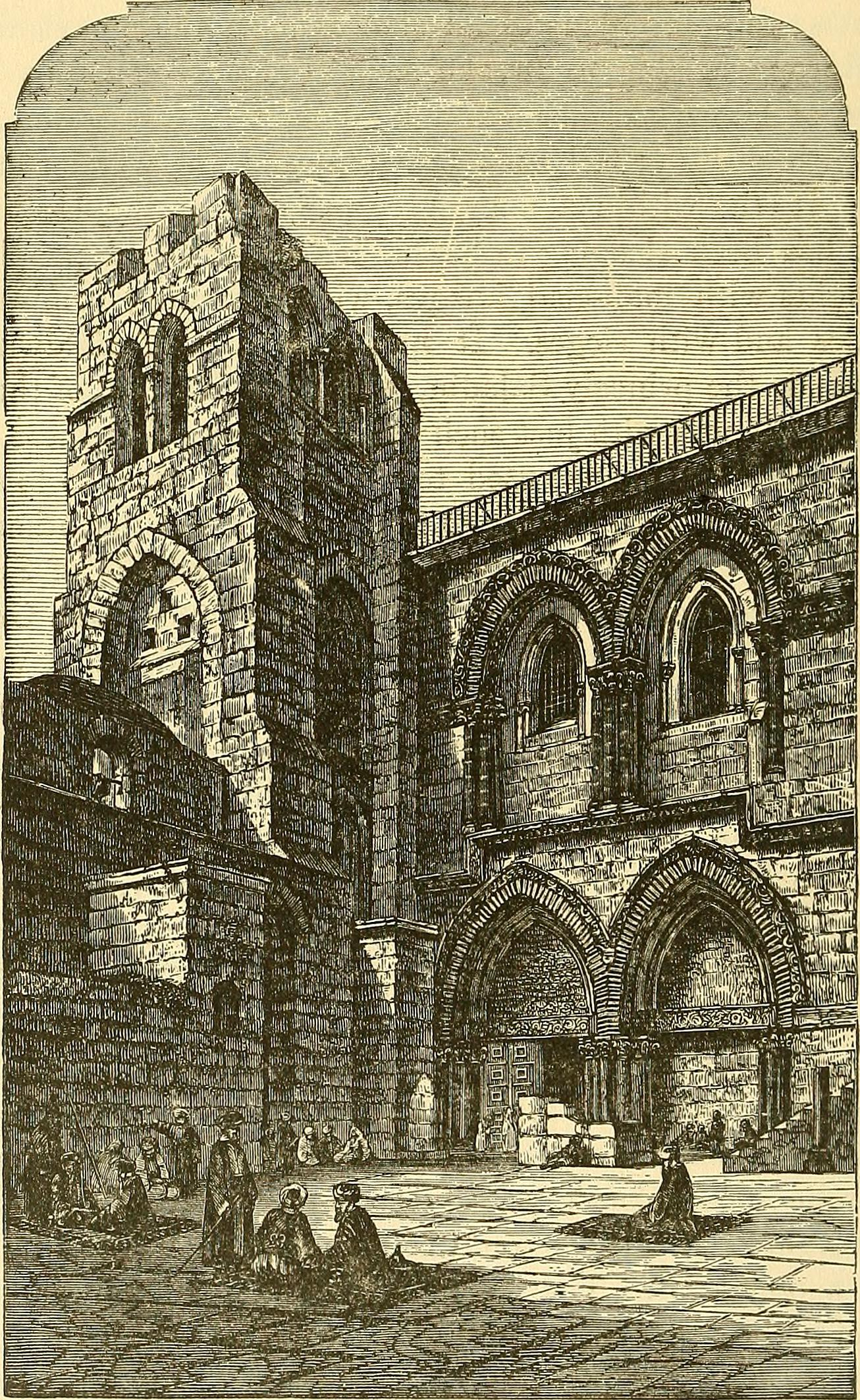
Dessin du Saint Sépulcre issu de The Innocents abroad, édition de 1897

Twain a fait une croisière en Méditerranée en 1876 qui l'a mené notamment en Terre sainte, à l'époque terre désolée sous la domination ottomane. Bien que la majorité de ses contemporains ait une vision stéréotypée négative du peuple juif, Twain défend les Juifs, en paroles et en actes. En 1879, il écrit en privé[réf. nécessaire] : « Sampson était un juif — donc pas un imbécile. Les Juifs ont la meilleure intelligence moyenne parmi tous les peuples du monde. Les Juifs sont la seule race qui travaille entièrement avec leur cerveau et jamais avec leurs mains… ».
Dans un contexte postérieur à l'Affaire Dreyfus, Mark Twain rédige en réponse Concerning the Jews (À propos des Juifs), un essai dont il pense qu'il ne plaira à personne. Sa prédiction était correcte. Mark Twain y indique que les préjugés contre les juifs ne viennent ni de leur conduite, ni de leur religion, mais de la jalousie des chrétiens face aux succès économiques des juifs. Il cite le discours d'un avocat allemand qui voulait que les juifs soient chassés de Berlin parce que, selon lui, « quatre-vingt-cinq pour cent des avocats brillants de Berlin étaient juifs ».
Mark Twain pense que le succès des juifs est le produit de leur loyauté, de leur fidélité familiale, de leur intelligence et de leur sens des affaires. Il pensait que la criminalité et l'ivresse était inexistante chez les Juifs et qu'ils étaient honnêtes en affaires, même s'il savait que ce n'était pas le sentiment de la plupart de ses contemporains. Il écrivit ainsi : « Les Égyptiens, les Babyloniens et les Perses ont rempli la planète de son et de splendeur, puis… sont passés. Les Grecs et les Romains ont suivi, ont fait grand bruit et ils ont disparu et, d'autres peuples ont vu le jour et ont tenu leur flambeau élevé pour un temps, mais il a brûlé, et ils siègent désormais au crépuscule, ou ont disparu ses parents. Le Juif les a tous vus, tous battus, et est maintenant ce qu'il a toujours été, ne présentant aucune décadence, aucune infirmité de l'âge, aucun émoussement de son esprit alerte et agressif, aucun affaiblissement d'aucune sorte. Toutes les choses sont mortelles sauf le Juif ; toutes les autres forces passent, mais il demeure. Quel est le secret de son immortalité ? ». Twain décrit À propos des juifs comme « son chef-d'œuvre », mais prédit que « ni juifs ni chrétiens ne l'approuveront ». Le rabbin M. S. Levy contesta l'affirmation selon laquelle « le juif est un homme d'argent » en précisant que les familles Vanderbilt, Gould, Astor, Havemeyer, Rockefeller, Mackay, Huntington, Armure, Carnegie, Sloane, Whitney, n'étaient pas juives, et contrôlaient pourtant plus de vingt-cinq pour cent de toutes les richesses distribuées aux États-Unis.[réf. nécessaire]

## Œuvres

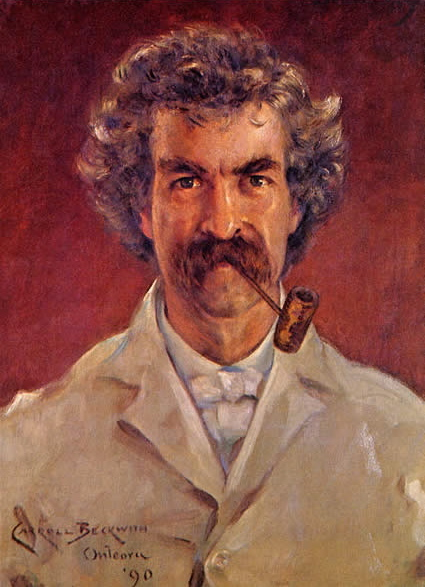
Mark Twain peint par James Carroll Beckwith, en 1890.

### Romans et contes
- L’Infortuné Fiancé d’Aurélia, (1864)
- La Célèbre Grenouille sauteuse du comté de Calavéras (1867) (The Celebrated Jumping Frog of Calaveras County)
- L'Âge doré (1874) (The Gilded Age: A Tale of Today)
- Esquisses anciennes et nouvelles (1875)
- Les Aventures de Tom Sawyer (1876) (The Adventures of Tom Sawyer)
- Perce, mon ami, perce ! (1878)
- Le Rapt de l’éléphant blanc (1882)
- Le Prince et le Pauvre (1882) (The Prince and the Pauper)
- Les Aventures de Huckleberry Finn (1884) (Adventures of Huckleberry Finn)
- Tom Sawyer en voyage (1894) (Tom Sawyer Abroad)
- Un Yankee à la cour du roi Arthur (1889) (A Connecticut Yankee in King Arthur's Court)
- Le Prétendant américain (1891)[30]
- Contes amusants (recueils, 1892)
- Le Billet d’un million de livres (The £1,000,000 Bank Note and Other New Stories, 1893[31])
- La Tragédie de Pudd’nhead Wilson et la comédie des deux jumeaux extraordinaires (1894)
- Tom Sawyer détective (1897) (Tom Sawyer, Détective)
- L'Homme qui a corrompu Hadleyburg (1899) (The Man That Corrupted Hadleyburg)
- Un majestueux fossile littéraire et autres nouvelles
- Extraits du journal d’Adam (1893)
- Le Journal d'Ève (1905)
- Trois mille ans chez les microbes (1905, posthume)
- Le Legs de 30 000 dollars (1906)
- Plus fort que Sherlock Holmes (1907)
- La Visite du capitaine Tempête dans le ciel (1909)
- Les Peterkins et autres contes, (Mercure de France, 1910)
- Lettres de la terre (1962)
- Le Mystérieux Étranger (1916) (The Mysterious Stranger, inachevé, publié dans sa dernière version (3e réécriture de l'auteur) en 1969 aux États-Unis et en 2008 en français sous le titre L'Étranger Mystérieux, et en 2011, d'après la version manuscrite, sous le titre no 44 le mystérieux étranger.
- La Prière de la guerre (publié en 1916)

### Essais et pamphlets
- Défense d’Harriet Shelley et autres essais (1894)
- Mémoires de Jeanne d'Arc (1895) (Personal Recollections of Joan of Arc (en))
- Comment raconter une histoire et autres essais (1897)
- Le Soliloque du roi Léopold (1905)
- Qu'est-ce que l'homme ?, traduit en français sous le titre L'homme, c'est quoi ? (1906)
- Shakespeare est-il mort ? (1909)
- Discours (1910)
- La Prodigieuse Procession & autres charges, Agone, 2011

### Autobiographie et récits de voyage

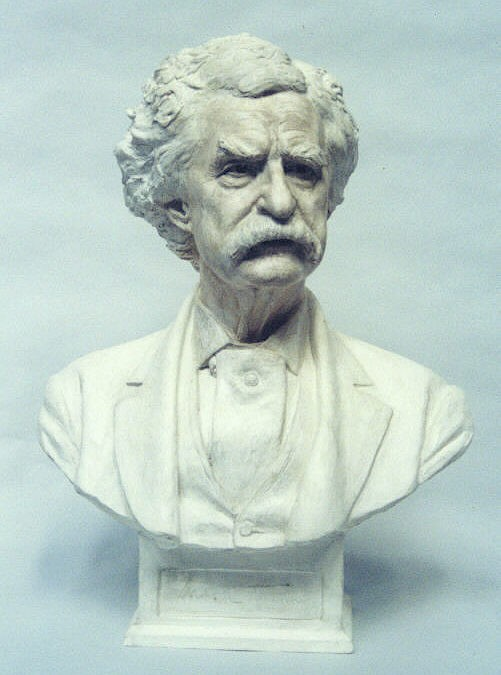
Buste de Mark Twain par Zenos Frudakis.

- Le Voyage des innocents (1869) (Innocents Abroad) - (en) Texte électronique[21] sur Shechem
- À la dure (1872) (Roughing It)
- Un vagabond à l'étranger (1880) (A Tramp Abroad)
- La Vie sur le Mississippi (1883) (Life on the Mississippi)
- En suivant l’équateur (1897)
- Nouveaux voyages (1897)
- Mes débuts comme personnage littéraire (1903)
- L'Autobiographie de Mark Twain (1924)

### Correspondance
- Correspondance (1917)
- Lettres d’amour à Olivia Langdon (1949)
- Lettres à Mrs Fairbanks (1949)

### Premiers journaux de Mark Twain
- Territorial Enterprise, en 1862
- The San Francisco Call, en 1863 et 1864
- The Sacramento Union, en 1866
- Alta California, en 1867

## Hommages
- L'amitié de Mark Twain avec le président américain Ulysses Grant a donné lieu à un livre : Grant and Twain: The Story of a Friendship That Changed America de Mark Perry ;
- Deux bateaux à aubes, reconstitution de ceux qui naviguaient sur les eaux du Mississippi au cours du XIXe siècle sont présents à Frontierland dans le parc Disneyland en Californie ainsi qu'à Disneyland Paris et ont alors été baptisés en référence à Mark Twain ;
- Un épisode de la série Bonanza, intitulé Enters Mark Twain et tourné en 1959, met en scène Samuel Clemens de passage à Virginia City, et raconte comment il a choisi son pseudonyme ;
- Il apparaît auprès de Lucky Luke dans l'album L'Héritage de Rantanplan ;
- Il apparaît dans le roman To sail beyond the sunset de Robert A. Heinlein, en son propre nom, il est en quelque sorte le « mentor » de Ira Johnson, père de Maureen Johnson l'héroïne du roman ;
- Sous son véritable nom de Samuel Clemens, il est le héros, avec Richard Francis Burton, du cycle de science-fiction Le Fleuve de l'éternité de Philip José Farmer ;
- Toujours sous son véritable nom, il est l'un des personnages principaux des Feux de l'Éden de Dan Simmons ;
- À la fois sous le nom de Mark Twain et de Samuel Clemens, l'écrivain est l'un des personnages principaux de BloodSilver de Wayne Barrow. Sa vie est « revisitée » via la réécriture de l'histoire de la conquête de l’Ouest américain, traversé par le Convoi, une famille de vampires débarquée sur le nouveau continent ;
- Il apparaît aussi dans l'épisode de Star Trek : La Nouvelle Génération intitulé La Flèche du temps (Time's Arrow) ;
- Il apparaît aussi dans l'épisode des Enquêtes de Murdoch intitulé Qui veut la peau de Samuel Clemens ? (Marked Twain) ;
- Une mention du livre (A Connecticut Yankee in King Arthur's Court) fait dans Star Trek : Voyager S6 E11 (Fair Heaven) dans lequel Captain Kathryn Janeway offre ce livre comme présent à un personnage holographique, Michael Sullivan pour qui elle a une forte attirance ;
- Un astéroïde (2362) Mark Twain est nommé en honneur de Mark Twain ;
- Mark Twain (joué par William Shatner, notamment capitaine de Star Trek) apparaît dans un épisode des Enquêtes de Murdoch (diffusé le 28 août 2016 sur France 3) ;
- Une photo de Mark Twain est dissimulée dans le jeu Half Life 2[32] ;
- Le 30 novembre 2011, Google honore Mark Twain d’un Doodle pour le 176e anniversaire de sa naissance.
- Une forêt nationale porte son nom au Missouri, la Forêt nationale de Mark Twain.

### Vidéographie
- Les Aventures de Mark Twain, film biographique réalisé par Irving Rapper et sorti en 1944.

#### Bases de données et dictionnaires
- Ressources relatives à la musique :   - International Music Score Library Project
  - Carnegie Hall
  - Discography of American Historical Recordings
  - Discogs
  - Grove Music Online
  - MusicBrainz
  - Muziekweb
  - Songkick
- Ressources relatives à la littérature :   - Academy of American Poets
  - The Encyclopedia of Science Fiction
  - Internet Speculative Fiction Database
  - NooSFere
  - Poetry Foundation
  - Tor.com
- Ressources relatives aux beaux-arts :   - Artists of the World Online
  - National Portrait Gallery
  - RKDartists
  - Union List of Artist Names
- Ressources relatives au spectacle :   - Les Archives du spectacle
  - Internet Broadway Database
  - Kunstenpunt
- Ressources relatives à la bande dessinée :   - BD Gest'
  - Comic Vine
  - Tebeosfera
- Ressources relatives à l'audiovisuel :   - Africultures
  - Filmportal
  - IMDb
- Ressources relatives à la recherche :   - Biodiversity Heritage Library
  - Isidore
- Ressource relative à plusieurs domaines :   - Radio France
- Ressource relative au sport :   - Encyclopedia of Surfing
- Notices dans des dictionnaires ou encyclopédies généralistes :   - American National Biography
  - Britannica
  - Brockhaus
  - Den Store Danske Encyklopædi
  - Deutsche Biographie
  - Dictionary of Sydney
  - Eesti biograafiline andmebaas ISIK
  - Enciclopédia Açoriana
  - Enciclopedia italiana
  - Enciclopedia De Agostini
  - Enciclopédia Itaú Cultural
  - Gran Enciclopèdia Catalana
  - Hrvatska Enciklopedija
  - Internetowa encyklopedia PWN
  - Larousse
  - Nationalencyklopedin
  - Online Nevada Encyclopedia
  - Store norske leksikon
  - Treccani
  - Universalis
- Notices d'autorité :   - VIAF
  - ISNI
  - BnF (données)
  - IdRef
  - LCCN
  - GND
  - Italie
  - Japon
  - CiNii
  - Espagne
  - Belgique
  - Pays-Bas
  - Pologne
  - Israël
  - NUKAT
  - Catalogne
  - Suède
  - Vatican